# Eupithecia anactoria
Eupithecia anactoria är en fjärilsart som beskrevs av Claude Herbulot 1987. Eupithecia anactoria ingår i släktet Eupithecia och familjen mätare. Inga underarter finns listade i Catalogue of Life.